# Рибера, Ренни
Ре́нни Рибе́ра Ва́ка (исп. Renny Ribera Vaca; 30 января 1974, Санта-Крус-де-ла-Сьерра, Боливия) — боливийский футболист, защитник. В 1999—2000 годах выступал за сборную Боливии, за которую провёл 8 матчей и забил 1 мяч.

## Карьера

### Клубная
Ренни Рибера является воспитанником знаменитой во всей Южной Америке лучшей в Боливии молодёжной «Академии Тауи́чи». Футболист начал профессиональную карьеру в клубе «Блуминг» из родного города Санта-Крус-де-ла-Сьерра, с которым ему удалось стать дважды чемпионом Боливии в 1998 и 1999 году. Впоследствии большую часть карьеры Ренни проведёт именно в этом клубе (В 1996—2002 и в 2004—2005 годах). В 2003 году Рибера, на правах аренды, переезжал в клуб «Стронгест» из фактической столицы Боливии, города Ла-Паса. Несмотря на то, что Ренни так и не вышел на поле ни в одном матче за «Стронгест», ему удалось стать дважды чемпионом Боливии, выиграв и Апертуру и Клаусуру в 2003 году. В 2004 году Рибера вернулся в «Блуминг», за который впоследствии в 2004—2005 годах принял участие в 22 матчах и забил 3 гола. В 2005 году, на правах аренды, Ренни выступал за «Реал Потоси» из города Потоси, за который принял участие в 3 матчах, не забив ни одного гола.
«Реал Потоси» стала последней командой в профессиональной карьере футболиста. Ренни Рибера завершил игровую карьеру в 2005 году в возрасте 31 год.

### В сборной
Ренни Рибера дебютировал в сборной Боливии в 1999 году. Первым официальным для него турниром стал Кубок Америки по футболу 1999, на котором сборной Боливии не удалось ничего добиться.
Единственным из соревнований, проводимых под эгидой ФИФА, в которых участвовал Рибера, стал Кубок конфедераций 1999, на котором сборная Боливии добилась 3-го места в группе A, сыграв 3 игры с Египтом (2:2), Саудовской Аравией (0:0) и Мексикой (0:1). В матче против сборной Египта Ренни забил один из двух голов своей команды в игре.
Ренни Рибера завершил выступления за сборную в 2000 году, сыграв в ней в 8 матчах, в которых забил 1 гол.

## Достижения
«Блуминг»
- Чемпион Боливии (2): 1998, 1999

«Стронгест»
- Чемпион Боливии (2): 2003 (Апертура), 2003 (Клаусура)